# Néstor Mora
Néstor Oswaldo Mora Zárate (20 de setembro de 1963 — 20 de fevereiro de 1995) foi um ciclista colombiano. Representou seu país, Colômbia, no ciclismo nos Jogos Olímpicos de Verão de 1984.